# HD 199280
HD 199280，又名BD-04 5307，SAO 144957、HR 8014，是一颗恒星，视星等为6.57，位于銀經44.88，銀緯-29.25，其B1900.0坐标为赤經20h 51m 4.3s，赤緯-3° -29.25′ 40″。